# Spirorbis rugatus
Spirorbis rugatus är en ringmaskart som beskrevs av Bush 1905. Spirorbis rugatus ingår i släktet Spirorbis och familjen Serpulidae. Inga underarter finns listade i Catalogue of Life.